# 凯加奥恩
凯加奥恩（Kegaon），是印度马哈拉施特拉邦赖加德县的一个城镇。总人口7924（2001年）。

## 人口
该地2001年总人口7924人，其中男性4344人，女性3580人；0—6岁人口968人，其中男509人，女459人；识字率81.44%，其中男性为85.59%，女性为76.40%。